# تبخیر از طریق تشت

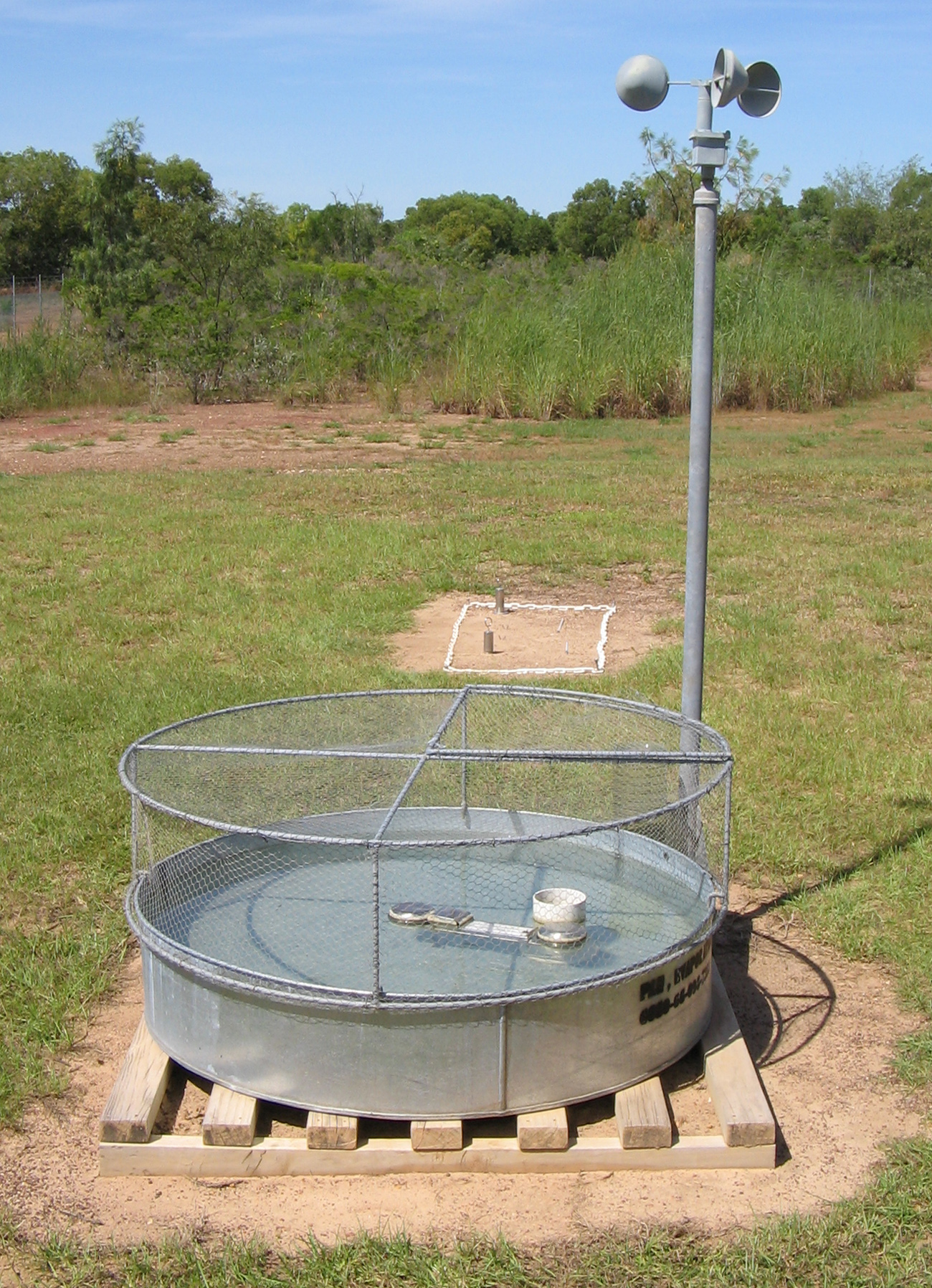
تشت تبخیر کلاس آ

تبخیر از تشت، معیاری است که اثرات چندین عنصر اقلیمی را با هم ترکیب یا ادغام می‌کند: دما، رطوبت، بارندگی، پراکندگی خشکسالی، تابش خورشیدی و باد. تبخیر در روزهای گرم، بادی، خشک و آفتابی بیشترین مقدار را دارد؛ و هنگامی که ابرها جلوی خورشید را می‌گیرند و هنگامی که هوا خنک، آرام و مرطوب است، به میزان زیادی کاهش می‌یابد. اندازه‌گیری‌های تبخیر از تشت، کشاورزان و دامداران را قادر می‌سازد تا میزان آب مورد نیاز محصولات خود را درک کنند.

## تابه تبخیر
از تشت تبخیر برای نگهداری آب در طول مشاهدات برای تعیین مقدار تبخیر در یک مکان معین استفاده می‌شود. چنین تابه‌هایی اندازه‌ها و شکل‌های مختلفی دارند که رایج‌ترین آنها دایره‌ای یا مربعی هستند. شناخته‌شده‌ترین این تشت‌ها، تشت تبخیر «کلاس آ» و «تشت تبخیر غرق‌شده کلرادو» هستند. در اروپا، هند و آفریقای جنوبی، از تابه سیمونز (یا گاهی اوقات تانک سیمونز) استفاده می‌شود. اغلب تشت‌های تبخیر به صورت خودکار با حسگرهای سطح آب کار می‌کنند و یک ایستگاه هواشناسی کوچک در همان نزدیکی قرار دارد.

## روش‌های استاندارد
انواع مختلفی از تشت‌های تبخیر در سراسر جهان استفاده می‌شوند. فرمول‌هایی برای تبدیل از یک نوع کفه به نوع دیگر و به معیارهایی که نمایانگر محیط هستند، وجود دارد. همچنین، تحقیقاتی در مورد شیوه‌های نصب تشت‌های تبخیر انجام شده است تا بتوان اندازه‌گیری‌های قابل اعتمادتر و تکرارپذیرتری انجام داد.

### تشت تبخیر کلاس آ
در ایالات متحده، سرویس ملی هواشناسی اندازه‌گیری‌های خود را بر اساس تشت تبخیر کلاس آ، استوانه‌ای با قطر ۴۷٫۵ اینچ (۱۲۰٫۷ اینچ) استاندارد کرده است. سانتی‌متر) که عمق آن ۱۰ اینچ (۲۵) است سانتی‌متر). این ظرف بر روی یک پایه چوبی با دقت تراز شده قرار دارد و اغلب توسط یک حصار زنجیره‌ای محصور می‌شود تا از نوشیدن آب توسط حیوانات جلوگیری شود. تبخیر روزانه با تبخیر عمق آب (برحسب اینچ) از تشت اندازه‌گیری می‌شود. روز اندازه‌گیری با پر شدن دقیق ظرف تا دو اینچ (۵ اینچ) آغاز می‌شود. سانتی‌متر) از بالای ماهیتابه. در پایان ۲۴ ساعت، مقدار آبی که باید دوباره ظرف را تا دقیقاً دو اینچ از بالای آن پر کند، اندازه‌گیری می‌شود.
اگر بارندگی در طول ۲۴ ساعت رخ دهد، در محاسبه تبخیر در نظر گرفته می‌شود. گاهی اوقات میزان بارندگی بیشتر از تبخیر است و باید مقدار مشخصی از آب از تشت خارج شود. تبخیر را نمی‌توان در تشت کلاس آ اندازه‌گیری کرد، زمانی که سطح آب تشت یخ زده باشد.
تشت تبخیر کلاس آ در روزهایی که میزان بارندگی بیش از ۳۰ میلی‌متر (بارش سنج ۲۰۳ میلی‌متر) باشد، کاربرد محدودی دارد، مگر اینکه بیش از یک بار در ۲۴ ساعت خالی شود. تجزیه و تحلیل داده‌های بارندگی و تبخیر روزانه در مناطقی که به‌طور منظم بارندگی‌های سنگین دارند، نشان می‌دهد که تقریباً بدون استثنا، در روزهایی که بارندگی بیش از ۳۰ میلی‌متر (۲۰۳ میلی‌متر باران‌سنج) است، تبخیر روزانه به‌طور کاذب بیشتر از سایر روزهای همان ماه است که شرایط برای تبخیر مساعدتر بوده است.
رایج‌ترین و واضح‌ترین خطا در بارندگی‌های روزانه بالای ۵۵ میلی‌متر (با مقیاس باران‌سنجی ۲۰۳ میلی‌متر) است که در آن احتمالاً تشت تبخیر کلاس آ سرریز می‌شود.
آنچه کمتر مشهود و بنابراین نگران‌کننده‌تر است، تأثیر بارندگی‌های سنگین یا شدید است که باعث تبخیر روزانهٔ کاذب و بالا بدون سرریز آشکار می‌شود.

### تابه غرق شده کلرادو
ماهیتابه فرورفته کلرادو مربع است، ۰٫۹۲ متر (۳ فوت) در یک طرف و ۰٫۴۶ متر (۱۸ اینچ) عمق و از آهن گالوانیزه رنگ نشده ساخته شده است. همان‌طور که از نامش پیداست، تا عمق حدود ۵ متر در زمین دفن می‌شود. سانتی‌متر (۲ اینچ) از لبه آن. تبخیر از تشت غرق‌شده کلرادو را می‌توان با استفاده از ثابت‌های تبدیل با تشت کلاس آ مقایسه کرد. ضریب تشت، به صورت سالانه، حدود ۰٫۸ است.

### تابه یا مخزن سیمونز
تابه یا مخزن سیمونز یک ابزار استاندارد اداره هواشناسی بریتانیا است. این یک ظرف فولادی ۱٫۸۳ است متر (۶ فوت) در یک طرف و ۰٫۶۱ متر (۲ فوت) عمیق، فرورفته در زمین با لبه‌ای به قطر ۷٫۶–۱۰ سانتیمتر (۳٫۰–۳٫۹ اینچ) و از داخل به رنگ سیاه رنگ شده است. میزان تبخیر آن کمتر از تشت کلاس آ است و باید از ضرایب تبدیل استفاده شود.

## روند کاهشی تبخیر از تشت
در طول ۵۰ سال گذشته یا بیشتر، تبخیر از تشت به دقت رصد شده است. برای دهه‌ها، اندازه‌گیری‌های تبخیر از تشت برای بررسی روندهای بلندمدت به‌طور انتقادی مورد تجزیه و تحلیل قرار نگرفتند. اما در دهه ۱۹۹۰ دانشمندان گزارش دادند که میزان تبخیر در حال کاهش است. طبق داده‌ها، روند نزولی در سراسر جهان مشاهده شده است، به جز در چند مکان که افزایش یافته است.
در حال حاضر این نظریه مطرح است که در صورت ثابت بودن سایر شرایط، با گرم شدن کره زمین، تبخیر به‌طور متناسب افزایش می‌یابد و در نتیجه، چرخه هیدرولوژیکی به معنای کلی آن، ناگزیر سرعت می‌گیرد. از آن زمان، روند نزولی تبخیر تشت به پدیده‌ای به نام کم‌نور شدن جهانی نیز مرتبط دانسته شده است. در سال ۲۰۰۵، وایلد و همکاران و پینکر و همکاران دریافتند که روند «کم‌نور شدن» از حدود سال ۱۹۹۰ معکوس شده است.
نظریه‌های دیگر نشان می‌دهند که اندازه‌گیری‌ها محیط محلی را در نظر نگرفته‌اند. از آنجایی که سطح رطوبت محلی در زمین محلی افزایش یافته است، آب کمتری از تشت تبخیر می‌شود. این امر منجر به اندازه‌گیری‌های نادرست می‌شود و باید در تحلیل داده‌ها جبران شود. مدل‌هایی که رطوبت اضافی زمین محلی را در نظر می‌گیرند، با تخمین‌های جهانی مطابقت دارند. از دیدگاهی متفاوت، تجزیه و تحلیل روندهای پان در سوابق ۱۵۴ دستگاه، هیچ انسجام و الگویی از روندهای آماری معنی‌دار را نشان نمی‌دهد، به طوری که ۳۸٪ کاهش، ۴۲٪ بدون تغییر و ۲۰٪ افزایش را نشان می‌دهد. تغییرات در محیط محلی دخیل هستند، که در آن افزایش تراکم درختان در نزدیکی کفه‌ها، اصطکاک سطحی را افزایش داده و سرعت بادهای محلی را کاهش می‌دهد و تبخیر کفه‌ها را کاهش می‌دهد. پارادوکس تبخیر نتیجه تغییرات مداوم در محیط‌های اطراف است.

## تبخیر دریاچه در مقابل تبخیر تشت
تبخیر از تشت برای تخمین تبخیر از دریاچه‌ها استفاده می‌شود. بین تبخیر دریاچه و تبخیر از تشت همبستگی وجود دارد. تبخیر از یک منبع آب طبیعی معمولاً با سرعت کمتری انجام می‌شود زیرا این منبع آب دارای دیواره‌های فلزی نیست که در اثر تابش خورشید داغ شوند و در حالی که نفوذ نور در یک ظرف اساساً یکنواخت است، نفوذ نور در منابع آب طبیعی با افزایش عمق کاهش می‌یابد. اکثر کتاب‌های درسی پیشنهاد می‌کنند که برای اصلاح این مورد، تبخیر تشت را در ۰٫۷۵ ضرب کنید.

## ارتباط با چرخه هیدرولوژیکی
«به‌طورکلی توافق بر این است که تبخیر از کفه‌های نمکی در نیم‌قرن گذشته در بسیاری از مناطق زمین رو به کاهش بوده است. با این حال، اهمیت این روند منفی، در رابطه با تبخیر زمینی، هنوز تا حدودی بحث‌برانگیز است و پیامدهای آن برای چرخه هیدرولوژیکی جهانی هنوز مشخص نیست. این اختلاف‌نظر از دیدگاه‌های جایگزین ناشی می‌شود که این تغییرات تبخیری یا ناشی از کاهش تابش جهانی یا ناشی از رابطه مکمل بین کفه نمکی و تبخیر زمینی است. در واقع، این عوامل متقابلاً منحصر به فرد نیستند، بلکه به‌طور همزمان عمل می‌کنند.»